# 玉环跨界自造融创园
玉环跨界自造融创园位于中国浙江省台州玉环市沙门滨港工业城，是一个致力于海峡两岸青年交流和创业的园区，占地约10亩，可容纳工作人数60人，定位是科技孵化、创客创业、人才引进、企业文化培育、乡村振兴助力、台湾发明专利引进、工业设计等。为浙台（玉环）经贸合作区的一部分。内有台湾高校实训教学中心。

## 发展历史
中国大陆的浙江玉环与台湾之间，直线距离在300公里以内，两地的经贸和人文往来密切。随着两岸经济不断发展，两岸的人员交流日益频繁，一些台湾青年来到大陆创业，但有时会面临一些困境。中国大陆各级政府对此给予支持，如浙江省人民政府出台《浙江省贯彻〈关于促进两岸经济文化交流合作的若干措施〉的实施意见》（简称浙江省“惠台76条”）；玉环市则出台 《玉环市促进对台交流合作30条政策措施》（玉环惠台“30条”），其中“就业创业方面”方面对台湾青年创业有特殊待遇。为了落实上述政策，促进和便利两岸青年交流，玉环跨界自造融创园于2017年落地，并于3月成立了玉环跨界文化发展股份有限公司。之后园区主办了一些暑期实习活动，台湾大叶大学空间设计系等组织参与其中。
在此基础上，2018年7月18日，玉环跨界自造融创园正式开园。开园仪式在玉环沙门滨港工业城举行，首任执行长为玉环人苏光武。玉环跨界自造融创园是浙江省“惠台76条”出台后，浙江省首个两岸青年创业交流项目。园区设立多个青年创业基地与中心，成立以来已有超过50位台湾青年参与这一项目，并签订合作协议十余项、促成近2亿元人民币的投资。
2019年3月29日，台湾高校实训教学中心在跨界自造融创园揭牌成立，这是首个在大陆设立的台湾高校实训教学实践基地。8月，执行长换为台湾人蔡幸爵，他是台湾民宿协会副会长。

## 运作
“跨界自造”主要分成三个核心理念：跨界、自造和融创。“跨界”指跨越文化隔阂、行业隔阂、意识隔阂、海峡隔阂；“自造”指自带造血能力、自带专业经验、自带智慧财产；“融创”就是自然发展生成、自然碰撞融合。
园区与台湾大叶大学、圣母医护管理专科学校、台北教育大学、华夏科技大学等9所台湾高校，台湾唐峰正通用設計研究所、玉环洪福堂康复医院、浙江苏尔达洁具有限公司、浙江雙正機床有限公司等企业和沙门镇水桶岙村对接，促进双方和园区之间的三方合作。
园区坚持市场化运作和第三方管理，玉环和台湾双方共同组建玉环跨界文化发展股份有限公司，派驻管理团队进行全程管理。玉环政府也会为创客搭建对接平台，主动助力他们与当地企业对接，达成合作，并在多方面向园区给予优惠和帮扶。目前，园区正在试图创建成中国国家级海峡两岸（玉环）青创基地。除了青年创业以外，这里也是大学生研学的地方，远去门店鄂台湾大学生参加过设计“手工皂”、改造小花园、设计服饰等项目。